# Simfonia núm. 4 (Pärt)

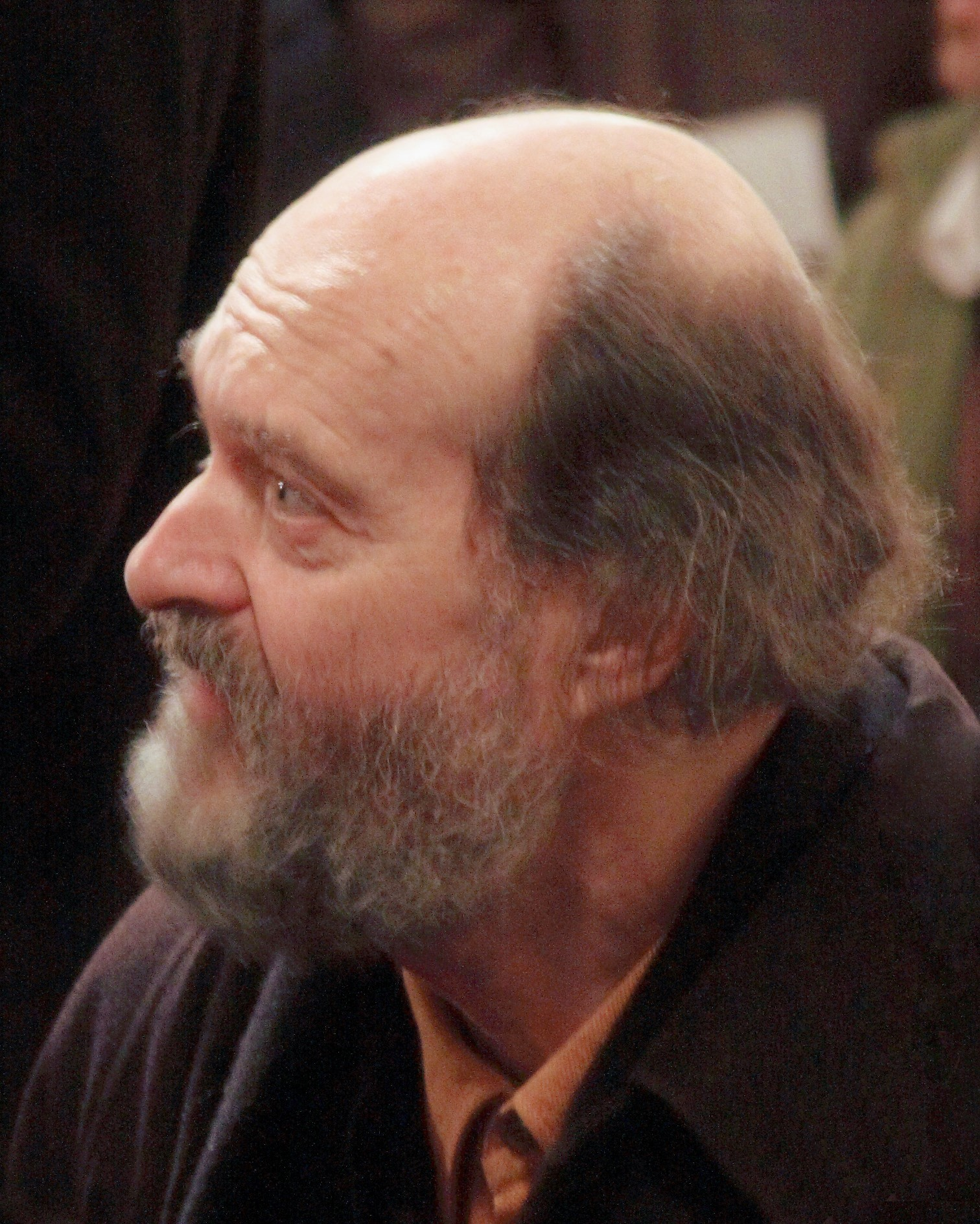
Fotografia d'Arvo Pärt.

La Simfonia núm. 4, Los Angeles del compositor estonià Arvo Pärt és la primera de les seves simfonies escrites després del 1976 i la primera que se centra en la instrumentació tintinnabulati a gran escala. Peces anteriors, com Summa i Für Alina, van ser escrites per a cor SATB o un número més petit d'instruments. Composta el 2008 i estrenada el 10 de gener de 2009, va ser nominada el 2010 per al Premi Grammy a la Millor Composició Contemporània Clàssica, tot i que finalment no el va rebre.
L'obra era un encàrrec de la junta de Los Angeles Philharmonic Association, el seu director Esa-Pekka Salonen, el Festival de Música Internacional de Canberra i el Conservatori de Música de Sydney.

## Història

### Desenvolupament
La Simfonia núm. 4 va ser escrita 37 anys després de la seva tercera simfonia. En la dècada anterior, Pärt havia escrit majoritàriament treballs místics per a cor i altres petites agrupacions vocals. La peça va guanyar el sobrenom Los Angeles per la seva comissió. Salonen i l'Associació Filarmònica de Los Angeles feia temps que desitjaven fer-li un encàrrec, que va arribar en el moment oportú. En aquella època, Pӓrt treballava en el Kanon Pokajanen, una peça coral basada en un cànon rus antic que contenia una oració a un àngel de la guarda. Va decidir fer de “El Cànon de l'Àngel de la Guarda” el fonament d'aquesta peça, ja que havia de ser escrita per a l'orquestra insígnia d'una ciutat, el nom de la qual literalment significa “Els Àngels”.
Una nota en la partitura ho indica: «Pӓrt va inspirar-se, per agafar la comissió, per la idea de veure aquest treball interpretat per la Filharmònica de Los Angeles, una de les millors orquestres del món, sota el seu director Esa-Pekka Salonen i al Walt Disney Concert Hall, un dels auditoris més apassionants del nostre temps».

### Estrena
La Simfonia núm. 4 va estrenar-se el 10 de gener de 2009 al Walt Disney Concert Hall a Los Angeles, per Los Angeles Philharmonic Orchestra, sota la direcció d'Esa-Pekka Salonen. Fou la segona peça del programa, situada entre la Serenata núm. 12 de Mozart i el  Concert per a piano núm. 1 de Brahms, amb Emanuel Ax com a solista. L'actuació fou enregistrada en disc per ECM Records. L'àlbum també conté el Kanon Pokajanen, com a suplement de la quarta simfonia.
La Filarmònica de Los Angeles també va tocar la première a la Costa Est el 8 de maig de 2010 a la Society for Ethical Culture Concert Hall de Nova York, així com al Regne Unit, el 20 d'agost de 2010 als BBC Proms al Royal Albert Hall.

### Dedicatòria
Una notable característica de Pӓrt és la manera com ha utilitzat al llarg de la seva carrera la seva música com a protesta contra els diferents governs russos. Va compondre treballs serials quan era una estètica criticada pels soviets, i música religiosa quan la Unió soviètica suprimia i perseguia el cristianisme.
La simfonia és dedicada a Mikhail Khodorkovsky, un executiu del petroli rus i l'oligarca políticament més actiu de Rússia, que va ser acusat i empresonat per frau. L'obra és una protesta contra Vladimir Putin en la seva dedicatòria. Sembla que l'arrest de Khodorkovsky fou per motius polítics, perquè tenia ambicions per esdevenir primer ministre i president. Això va enfurir Putin, qui va fer un tracte ocult amb els oligarques de Rússia per alliberar-los de certs polítics. Convençut que Rússia seria un país millor amb Khodorkovsky com a dirigent, Pärt explica en un programa inserit: “El to tràgic de la simfonia no és un lament per Khodorkovsky, sinó una crida al gran poder de l'esperit humà i dignitat humana.” També diu: “Amb la meva composició, m'agradaria allargar la mà i estendre-la al presoner, i en la seva persona a tots aquells empresonats sense drets dins Rússia”.

### Recepció
Alhora que se suggeria el nomenament als Grammy, la Simfonia núm. 4 ja va tenir molt d'èxit entre el públic. Els crítics i els blocaires han descrit l'obra de Pärt com a "encantadorament bella", "d'un altre món", i "una fita única". El notable retorn de Pärt com a compositor eclesiàstic i místic va fer molt esperada aquesta simfonia, després d'un període de repòs musical, especialment en l'àmbit simfònic. Alguns descriurien aquesta feina com el tancament del cercle en la seva composició, lligant els serrells solts de serialisme de la seva darrera simfonia.
Les crítiques negatives han estat poques, però no pas inexistents. Alguns l'han criticat per no desviar-se prou del seu tranquil estil habitual, massa previsible. Els crítics també creuen que aferrant-se a aquest estil, la Simfonia núm. 4 és incapaç de demostrar el potencial creatiu de Pärt com a compositor. El blog 5:4 comenta: "és una obra estranya & frustrant, ardent de desitjos d'honestedat però aparentment incapaç (poc disposat?) a actuar damunt d'ells." Juilan Day, al Limelight Magazine compara la simfonia amb altres simfonies anteriors, tintinnabuli, i treballs anteriors al 1976. Day escriu "La música de Pärt la música és dispersa per naturalesa; tanmateix, aquesta peça sembla a la recerca d'un nucli. Té totes les seves marques característiques... Tot i així, el seu propòsit més gran se m'escapa."

## Instrumentació
Les simfonies anteriors de Pärt són per a gran orquestra, però aquesta és només per a orquestra de corda, arpa, timbales i els instruments de percussió següents:
- Marimba
- Cròtals
- Campana tubular
- Triangle
- Platet suspès
- Sizzle Platet
- Gong
- Bombo

## Estructura
La simfonia té tres moviments lents. Una interpretació habitual dura uns 37 minuts. En general, és lenta, emotiva i solemne, mantenint el to místic de les seves obres de dècades recents, i ha estat descrita com "un queixós, introspectiu lament".
La peça barreja tocs de campanes, acords sostinguts i pauses llargues enteses com l'observança del silenci i la ressonància creada pels sons de campana. Les cordes sovint toquen en els registres aguts, una tècnica sovint utilitzada per Pärt per evocar el so i la sonoritat de les campanes. Tot i que la tonalitat de la peça és la menor, altres centres tonals són presents, però sovint entelats. També és de notar la repetició d'intervals, particularment terceres, sextes i quartes, les quals són utilitzades com motius i freqüentment presents al llarg de la peça durant líriques, melòdiques seccions.

### Primer Moviment:Con Sublimata(Amb sublimitat)
Aquest moviment travessa tres seccions diferents, cadascuna amb un caràcter diferent.
La primera secció comença amb un acord de mi major, la dominant del to de la peça. L'agut tremolo en les cordes evoquen una boirina brillant. A només 76 pulsacions per minut per cada nota negra, la duració de cada compàs és llarga i les veus es mouen lentament. Una veu diferent es mou aproximadament cada dos compassos i mig, evocant un aire eteri i un sentiment d'eternitat. Altres veus van apareixent de manera gradual La primera secció consisteix d'una sèrie de suspensions i, globalment, és un descens gradual de cinc octaves, començant en un acord de mi major que sembla gairebé massa agut per l'oïda humana i acabant damunt un altre que és gairebé massa greu per ser audible.
La segona secció és on la peça realment sembla per començar, mentre la primera secció actua més com una introducció. Tot i que té un ritme pesant, el sentit de temps fort és indistint a causa de la barreja de 3, 4, i 5 temps per compàs. La melodia de la segona secció és tocada primer en negres, després en corxeres, seguidament en tresets, després semicorxeres, donant direccionalitat a la música.
La secció final retorna a un estat més meditatiu, mantenint emperò la urgència de la segona secció i alhora el to eteri de la primera.

### Segon Moviment:Affannoso(amb afany)
El segon moviment és un moviment més vigorós, el qual sacseja breument l'aire eteri. Principalment consisteix en dues idees alternes: seccions de tresets que són fortament rítmiques i percussives, i seccions que són lentes, denses i líriques. Durant la primera meitat del moviment hi ha molta homofonia, la qual crea i observa silenci i espai. Cada espai de silenci és diferent segons el dring de les darreres notes que hagin sonat. La música és compon majoritàriament d'acords de sèptima estàndards i les dissonàncies són creades afegint-hi intervals de segones majors i menors als acords.
El punt de clímax del moviment resol en una mena de recapitulació, una versió alterada de la melodia principal del primer moviment, durant la qual s'escolten els motius propis de Pӓrt, on la melodia és perfilada per intervals ascendents i descendents de sisenes, cinquenes i tritons. Aquest segon moviment inclou cites d'una altra obra de Pӓrt, These Words, també per a cordes i percussió. Hi ha poca informació disponible pel que fa a aquesta peça, excepte que va ser composta entre 2007 i 2008 per una comissió per Léonie Sonnings Musikfond, Dinamarca. VA ser estrenada el 22 de maig de 2008 a Copenhaguen, per Danmarks RSO, sota la direcció de Tõnu Kaljuste.

### Tercer Moviment:Deciso(Decidit)
El moviment final comença en sol menor, amb un motiu de l'acord en posició fonamental que resol al VI₆ grau, el qual instal·la una introducció melòdica i melangiosa. La introducció conté una textura delicada i una melodia feta de seqüències. La decisió no comença fins a la coda, quan oficialment agafa el nom el moviment desginat, Deciso.
Deciso comença amb una però marxa greu, un cànon literal. Amb l'addició de cada veu, l'aire va transmutant-se ràpidament. Alguna entra en un la menor i alguns en la major, de manera que la peça acaba amb l'orquestra tocant simultàniament en ambdós modes. El registre greu i ombrívol de la marxa es torna més desesperat mentre ascendeix cap als aguts. Cada ronda del canó afegeix un compàs addicional a la melodia del cànon per cada veu (comença amb 9 compassos, i acaba amb 12 quan els primers violins s'hi han unit). Les veus entren dins l'ordre d'instrument més greu a més agut. Aquí és també on els centres tonals esdevenen més estratègicament entelats. Cada grup d'instrument sempre comença en un mode menor, llavors passen a la major durant la seva segona ronda, llavors enrere a un mode menor, etcètera. Quan totes les veus han entrat a el cànon, l'orquestra simultàniament està tocant en la menor i la major. El nombre de bars per cada ronda de la melodia llavors decreix en nombre de dos i resol en una final de quatre compassos. Com un cànon tradicional, els instruments acaben en l'ordre van començar, deixant els primers violins per acabar el cànon.
La peça acaba amb un decidit toc de campana en la menor, com per recordar-nos el so que ha inspirat l'obra sencera.

## Influències
La Simfonia núm. 4 rep la inspiració del Cànon de l'Àngel de la guarda, mostra poètica i musical de l'eslau eclesiàstic. Tot i ser instrumental, es corresponen amb els elements de la pregària, tant a petita com a gran escala (divisió en tres parts, nombre de síl·labes i d'accents...), tal com havien estat utilitzats en la seva peça Kanon Pokajanen. La simfonia pot ser vista com una manera d'agafar l'estructura textual de Kanon Pokajanen i traslladar-lo a una música sense paraules, més que posar el text directament amb melodia i acompanyament. D'aquest, Pӓrt explica, “Segons el meu parer, les dues peces formen una unitat estilística i van juntes, en certa manera...Vaig voler donar a les paraules una oportunitat d'escollir el seu so propi. El resultat, el qual fins i tot em va agafar per la sorpresa, era una peça completament envaïda per aquesta especial dicció eslavònica trobada només dins els textos d'església. Fou el cànon el que clarament em va mostrar com l'elecció de la llengua pre-ordena el caràcter d'una peça”. La simfonia és plena de les característiques del cant, en la seva modalitat, fraseig, repeticions i alternances, les respostes d'una veu a una altra, i l'ús de percussió com els sons de campanes, els quals són associats amb els senyals rituals de l'Església ortodoxa.